# Mucosal Immunology
Mucosal Immunology è la pubblicazione ufficiale della Society for Mucosal Immunology (SMI). Dal gennaio 2008 è pubblicata dalla Nature Publishing Group per conto della società.
Il suo obiettivo è quello di fornire un forum di incontro e dialogo per scienziati sia di base che clinici nel quale discutere tutti gli aspetti dell'immunologia e dell'infiammazione che coinvolgono la mucosa.
La rivista riflette gli interessi degli scienziati che studiano l'immunologia gastrointestinale, polmonare, rinofaringea, orale, oculare e genito-urinaria attraverso la pubblicazione tempestiva di articoli di ricerca originali, revisioni accademiche e commenti, editoriali e corrispondenza. Viene data pari considerazione alla pubblicazione di studi di base, traslazionali e clinici.
Inoltre, la rivista pubblica notizie riguardanti la società che la sponsorizza.
Secondo il Journal Citation Reports, nel 2020 ha ricevuto un fattore di impatto pari a 7,313, collocandosi al 30° posto fra 162 riviste nella categoria immunologica.